# Zanoni
Pour les articles homonymes, voir Zanoni (homonymie).
Zanoni est un roman écrit en 1842 par le romancier anglais Edward Bulwer-Lytton (1803-1873). Ce livre raconte, sur fond d'occultisme et de Révolution française, une histoire d'amour entre Zanoni, un rosicrucien immortel, et une jeune chanteuse d'opéra nommée Viola Pisani.

## Description
Zanoni décrit la vie de deux êtres humains devenus immortels. L'un, Mejnour, est sans passion, tandis que Zanoni, son disciple, a atteint un équilibre entre raison et passion. Zanoni possède la jeunesse éternelle, le pouvoir et la connaissance absolue. Sa rencontre avec Viola Pisani bouleversera sa vie, jusque-là idéale et parfaite. Zanoni s’interrogera sur l’intérêt de sacrifier l’amour pour l’Initiation. Tandis que Mejnour reste insensible aux événements qui agitent le monde, il n’en est pas de même pour Zanoni qui est tenté de s'impliquer dans la révolution. Zanoni finira par perdre son immortalité et se sacrifier pour sa bien-aimée.